# Castell de Besora (Navès)
|  | No s'ha de confondre amb Castell de Besora (Osona). |

El castell de Besora és un edifici de Navès (Solsonès) declarat bé cultural d'interès nacional.

## Història

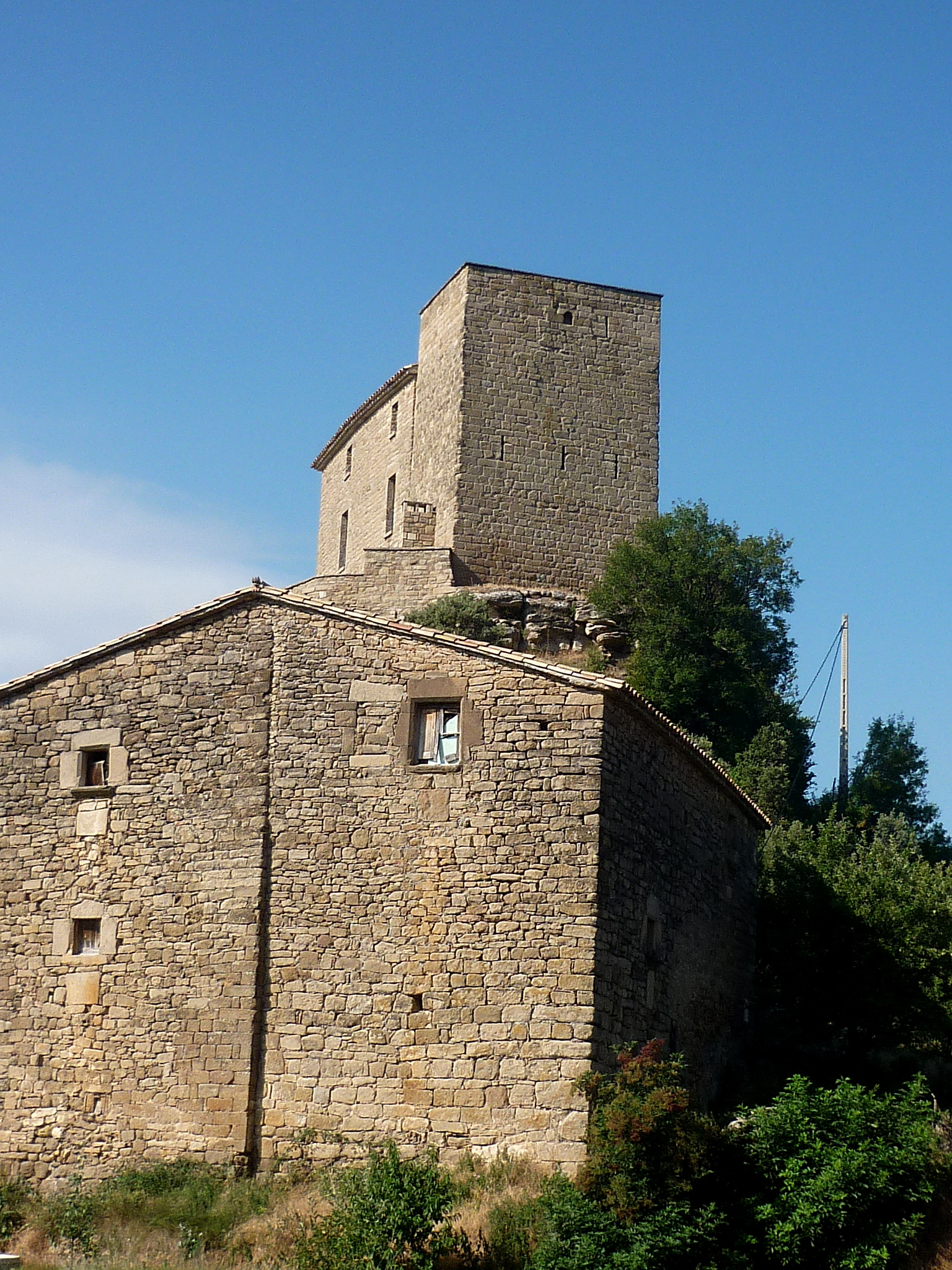
Castell de Besora vista des del nord (Juliol 2012)

El Solsonès, terra fronterera, s'organitzà en termes de castells. Així, als contraforts de les serres de Busa i de Querol, els tres castells principals que, junt amb d'altres de petits, controlaven l'accés a les valls del riu Aigua d'Ora, del riu Cardener i de la riera de Lladurs, eren Navès (968), Besora (982) i Lladurs.
A finals del segle ix, Guifré el Pilós va establir posicions a Cardona, a Osona, al Berguedà i a la Vall de Lord. La frontera del comtat passava pel nord de Solsona, segurament pel terme de Besora. Aquest surt esmentat a l'acta de consagració de la Catedral de la Seu d'Urgell del segle ix, i l'any 982, apareix en un document un chastro Besora situat al comtat d'Urgell.
L'any 1128 n'era senyor Pere de Besora, el qual, amb la seva muller Berenguera, feu en aquella data l'establiment d'un mas. El darrer dels senyors de la casa de Besora fou Berenguer, que feu testament l'any 1273, establint que el castell de Besora i els feus que tenia a la vall de Lord i a Clariana havien d'ésser venuts pels seus marmessors. L'any 1312, Ramon de Jorba vengué al paborde de Solsona les castlanies de Besora i de Navès. La fortificació de Besora consta també, juntament amb molts d'altres, entre els castells inclosos al comtat de Cardona, creat l'any 1375.

## Descripció
Fou construït al cim d'un serrat a la Vall de Lord entre Navès i la serra de Busa. Des del castell, situat a uns 840 m d'altitud, es pot albirar una bona part del baix Solsonès i més enllà, per exemple, el Castellvell de Solsona.
És un casal de tres cossos rectangulars medievals, en forma de torre allargassada, sobre un penyal, amb murs de protecció, habilitat per a masia. L'edifici actual té una longitud total d'uns 20 m i una amplada d'uns 6 m. L'alçada oscil·la entre els 8 i 11 m segons el lloc. S'hi observen tres elements: Una primera construcció és la torre de planta rectangular situada a l'extrem de tramuntana. Té una amplada de 4,90 m i una llargada de 6,50 m. A l'extrem meridional hi ha una altra torre, també de planta rectangular i potser coetània de la primera, amb una longitud de 6 m i una amplada de 4,90 m. La tercera construcció fa de nexe de les dues esmentades, d'unes mides de 10 m per 6 m. Pel que fa a l'aparell constructiu, els carreus de tot el castell solen ser ben tallats i escairats i bàsicament de mida semblant: uns 20-25 cm d'alt per 35-40 cm de llarg.